# 보이스 피싱
보이스 피싱(영어: voice phishing)은 전기통신금융사기의 종류 중 하나이다. 
범행 대상자에게 전화를 걸어 금융감독원이나 수사기관을 허위 사실을 말하면서 협박하여 불안감을 조성하는 방법으로 송금을 요구하거나 특정 개인정보를 수집하는 사기 수법을 말한다.

## 어원
영어 'Phishing(피싱)'은 'fishing(낚시)'라는 말에서 파생된 것으로 타인의 개인정보를 낚는다는 의미 또는 그 정보를 이용해 사기를 친다는 의미이다. 
보이스 피싱은 음성통화(voice) 즉 전화를 통해 피싱을 한다는 뜻이다. 
'전기통신금융사기'는 피싱, 파밍, 스미싱 등을 통칭하는, 대한민국 법령에 명시된 용어로 '전기통신금융사기 피해금 환급에 관한 특별법' 등의 관련 법률이 있다.

## 수법
- 가족납치위장방식 : 가족이 납치를 당한 것처럼 가장하는 수법.
- 계좌도용방식 : 계좌가 도용되었다고 속여, 사기범들의 계좌로 돈을 이체시키는 수법.
- 대출빙자방식 : 싼 이자로 대출이 가능하다는 핑계로, 수수료를 먼저 보내라는 수법.
- 합의금요구방식 : 아드님(따님)이 교통사고를 냈다는 핑계로, 합의금을 요구하는 수법.
- 가족, 지인 사칭형 : 휴대 전화의 액정이 깨졌다면서, 일방적으로 수리비를 보내달라거나, 내가 지금 해외여행 중인데, 여비가 떨어졌다거나, 또는 여비를 도둑맞았다면서 여비를 보내달라는 수법을 사용하여 돈을 가로채는 수법.
- 공공기관사칭방식 : 국세청, 한국전력, 국민연금공단, 법원, 우체국, 경찰, 은행, 심지어는 보험사, 도시가스 회사 등을 사칭하여 세금 환급, 요금 미납, 신용카드 대금 연체 등을 핑계로 은행 자금이체 유도(이를테면 00은행의 현금카드에서 돈이 인출되었습니다).
- 개인정보수집형 : 우편물 미수령, 법원 출석 요구 따위를 핑계로, 허위사실이 녹음된 ARS로 전송함으로써 송금을 유도하거나 개인정보, 금융정보 따위를 수집.
- 메신저 피싱방식 : 메신저를 이용한 피싱. 타인의 메신저 아이디를 도용하여 로그인한 뒤 등록된 지인에게 메시지라든가, 개인정보를 보내 금전을 요구하여 돈을 뜯어내는 수법을 의미하는데, 비대면이라 상대적으로 피해를 막기가 어려우며, 검거도 어려운 실정이다.
- 입학금 청구방식 : 대학에 합격했다면서, 입학금을 요구하는 수법.

그러므로 우체국을 포함한 모든 금융기관에서는 보이스피싱에 사람들이 당하는 일이 없도록 포스터하고 현금입출금기(ATM)메뉴를 제작하여 보이스피싱을 경고한다.
전화사기범들은 하는 일이 분담되어 있는데, 2007년 8월 30일 국가정보원의 수사로 검거된 전화사기단의 경우 각각 콜센터 운영(중화인민공화국), 현금송금(대한민국), 대포통장 개설(대한민국) 등으로 사전에 치밀하게 준비한 역할이 분담되어 있었으며, 중화인민공화국, 중화민국, 대한민국 등 국적도 다양했다.

## 통계
2019년 3천339명에 피해 금액 360억원이었던 인천지방경찰청은 인천지역 보이스피싱 범죄에 대한 강력한 단속에 나서 5월 말 현재 모두 939건(140억원 규모)에 1천181명을 검거했다. 140억 원 규모인 것으로 집계됐다.

## 피해 예방법
1. 자동 응답 시스템(ARS)을 이용한 사기 전화를 주의한다.
2. 전화를 이용하여 계좌번호, 카드번호, 주민등록번호 등 정보를 요구하는 경우 일체 대응하지 않는다.[3]
3. 현금 자동 입출금기(ATM)를 이용하여 세금 또는 보험료 환급, 요금 미납, 등록금 납부 등을 해준다는 안내에 일체 대응하지 않는다.
4. 전화사기범들 계좌에 자금을 이체한 경우, 즉시 거래은행에 지급정지 신청을 하시고 또한 가까운 경찰서에 신고한다.
5. 개인정보를 알려준 경우, 즉시 주거래 은행이나 금융감독원에 신고한다.
6. 자신이 동창생 또는 종친회원이라며 송금을 요구하는 경우 반드시 사실 관계를 재확인한다.
7. 법원 공무원을 사칭하면서 전화를 걸어 "당신이 국민 참여재판 배심원로 선정되었으나, 재판일에 출석하지 않았으므로 과태료를 내야 한다"고 할 경우 반드시 사실 관계를 재확인한다.
8. 자녀를 납치한 것처럼 가장하여 부모에게 전화해 송금을 요구할 경우, 섣불리 돈을 송금하거나 비밀번호를 알려주지 마시고 반드시 사실 관계를 재확인한다.
9. 발신자 전화번호를 확인한다(국제 전화 등).
10. 휴대폰 문자서비스(SMS)를 적극 이용한다.

## 직접 대응시 피해
보이스피싱 전화를 받은 뒤 욕설 등 언쟁을 했다가 학교나 직장을 거론하며 찾아가 복수하겠다는 협박은 물론 인터넷 주문을 통해 대량으로 물건을 구입하거나 음식을 주문해 골탕을 먹이는 2차 피해가 발생하고 있다. 
이는 보이스피싱 범죄자들이 상대방의 개인정보를 모두 파악하고 있는데다 발신번호도 조작하는 기술을 갖추고 있기 때문에 가능하다고 보안 업계는 지적했다.

## 판례
전기통신금융사기로 인하여 피해자의 자금이 이른바 대포통장계좌인 제3자명의사기이용계좌로 송금․이체된 후, 그 계좌에서 현금을 인출하기 위하여 정보처리장치에 위 계좌 명의인의 정보 등을 입력하는 행위는 전기통신 금융사기 피해방지 및 피해금 환급에 관한 법률(통신사기피해환급법) 제15
조의 2 제1항[전기통신 금융사기를 목적으로 ‘타인으로 하여금 정보처리장치에 정보 등을 입력하게 하는 행위’(제1호)와, ‘취득한 타인의 정보를 이용하여 정보처리장치에 정보 등을 입력하는 행위’(제2호)를 처벌]에 해당하지 않는다.

## 같이 보기
- 전기통신금융사기